# Stadion Aşgabat
Aşgabat – stadion piłkarski w stolicy Turkmenistanu, Aszchabadzie. Jego budowa rozpoczęła się pod koniec 2009 roku, a inauguracja stadionu nastąpiła 28 października 2011 roku.